# Manjit Bawa
Manjit Bawa (Dhuri, 1941 - New Delhi, 29 december 2008) was een figuratieve Indiase kunstschilder.
Bawa studeerde van 1958 tot 1963 aan de School of Art in New Delhi, onder meer onder Somnath Hore. Van 1964 tot 1971 studeerde hij aan de London School of Printing in Engeland en maakte hij silkscreens. In die periode exposeerde hij in Londen en Saint Sebastian, Spanje.  Terug in India vroeg hij zich af wat voor kunst hij moest maken. Hij koos voor onderwerpen uit de Indiase mythologie en Soefie-poëzie. Hij vond hierbij inspiratie in de natuur, dieren en het leven op het platteland. Bawa reisde veel, vooral in India, en had verschillende exposities in het buitenland: Londen, Washington, New York en Genève. Hij werkte en leefde in Dalhousie en New Delhi. Na een beroerte geraakte hij in een coma, die bijna drie jaar duurde. 